# 会田莉凡
会田 莉凡（あいだ りぼん、1990年7月5日 - ）は、日本のヴァイオリニスト。

## 来歴・人物
東京都出身。3歳より桐朋学園大学音楽学部附属「子供のための音楽教室」目黒教室に入室。5歳よりヴァイオリンを始め、岩澤麻子、鷲見健彰らに師事。桐朋女子高等学校音楽科を経て、2013年3月に桐朋学園大学音楽学部ソリスト・ディプロマ・コース（弦楽器専攻）を修了。徳永二男に師事。2010年、小沢征爾が主宰する「若い人のための『サイトウ・キネン室内楽勉強会』」（現 小澤国際室内楽アカデミー奥志賀）にオーディションを経て参加し、以来、同アカデミーにおいて薫陶を受けた。
2011年、第16回宮崎国際音楽祭に、2013年、サイトウ・キネン・フェスティバル松本（現 セイジ・オザワ 松本フェスティバル）にそれぞれオーケストラメンバーとして参加し、以降も継続的に参加。
2020年より京都市交響楽団特別客演コンサートマスター(2025年からはソロ・コンサートマスター)、2022年より札幌交響楽団コンサートマスターを務める。

## 受賞歴
- 2010年 第6回ルーマニア国際コンクール弦楽器部門第1位、併せて全部門最優秀賞[4][5]。
- 2012年 第81回日本音楽コンクールヴァイオリン部門第1位[3][9]、併せて増沢賞[10]、レウカディア(Leucadia)賞、鷲見賞[11]、黒栁賞[12]。
- 2015年 クァルテット奥志賀のメンバーとして、ザルツブルグ＝モーツァルト室内楽コンクール第1位[1]。